# 씨엔블루
씨엔블루(CNBLUE)는 정용화, 강민혁, 이정신으로 구성된 대한민국의 3인조 보이 밴드이다. 
2009년 일본에서 인디즈 앨범을 발매하여 활동 후 한국에서 2010년 1월 14일 정식 데뷔하였고, 데뷔 15일 만에 타이틀곡 〈외톨이야〉로 음악방송 1위에 올랐다. 그 후 데뷔 7개월 만에 첫 아시아 투어를 개최하였다. 2011년 일본에서 정식 메이저 데뷔를 하고, 2012년 오리콘 싱글 위클리차트 1위에 올랐으며, 첫 일본 아레나 투어를 개최하였다. 2013년부터 2014년에 걸쳐 첫 월드투어 'BLUE MOON'을 개최하였다. 2017년까지 국내외를 넘나들며 활발한 활동을 한 뒤 2018년부터 군 복무를 시작하였다. 2020년으로써 전원 군 복무를 마치고, 3인조로 재정비 후 첫 앨범을 발매하며 새로운 2막을 열었다. 현재까지 꾸준히 앨범을 발매하며 활동 중이다.
밴드명은 "Code Name BLUE"의 약칭이며, "BLUE"는 멤버들의 코드네임을 나타낸다.

## 활동
2009년 FNC 엔터테인먼트에 의해 정용화, 이종현, 권광진, 강민혁 네 사람으로 씨엔블루가 결성되었다. 2009년 중반 씨엔블루는 일본에서 아이돌 밴드로서 유학 겸 활동을 시작하였다. 일본에서 2009년 8월 19일 미니 앨범 Now or Never을 발매하였다. 9월 말, 권광진이 탈퇴하고 이정신이 그 자리를 대체하였다. 그해 11월 25일 Voice를 발매하였다. 이때 씨엔블루는 SBS 《미남이시네요》에서 '수건남'으로 인기를 얻은 정용화가 소속된 그룹으로 화제가 되기도 했다.
씨엔블루의 소속사는 2010년 1월 6일부터 1월 8일, 1월 11일, 1월 13일에 걸쳐 데뷔 앨범 《Bluetory》의 타이틀곡 뮤직비디오 티저를 Burning, Lovely, Untouchable, Emotional 이렇게 4가지 버전으로 하나씩 엠넷닷컴에 공개하였다. 이 티저영상은 5분 만에 조회수 1000만건을 돌파하는 등 뜨거운 관심을 받았다. 1월 14일에는 음반 발매 및 쇼케이스를 열었으며, 1월 15일 KBS 《뮤직뱅크》에서 데뷔 무대를 가졌다. 씨엔블루의 데뷔 앨범 타이틀곡인 〈외톨이야〉는 공개 동시에 많은 관심을 받으며, 1월 29일 KBS 《뮤직뱅크》에서 데뷔한 지 15일 만에 첫 1위를 했다. 씨엔블루는 이후에도 길거리 공연과 곰TV 《Making the artist》와 Mnet 《CNBLUETORY》에 출연하며 이름을 알렸다. 3월 20일에는 일본에서 첫 정규 앨범 ThankU를 발매하였다.
5월 19일, 씨엔블루는 두 번째 미니 앨범 Bluelove]를 발매하였다. 타이틀곡은 "LOVE"로, "LOVE"는 셔플리듬의 모던 록으로 어쿠스틱 기타사운드와 일렉기타 사운드가 잘 조화되어 CNBLUE만의 독특한 리듬이 살아있는 곡이다. 5월 20일, Mnet 《엠카운트다운》을 통해 컴백하였는데, "Love" 또한 큰 인기를 받으며 각종 음원차트에서 1위는 물론, 음악프로그램에서도 1위를 차지하였다. 《Bluelove》로 한국에서 인기몰이를 할 때, 씨엔블루는 6월 23일 일본에서 첫 싱글 《The Way》를 발매하였다. 《The Way》의 타이틀곡은 "One Time"으로, "One Time"은 오리콘 데일리차트 11위에 오르기도 하였다. 7월 31일에는 서울에서 열린 첫 단독콘서트 "Listen to the CNBLUE"를 성공리에 진행하였다.
9월 15일에는 일본에서 두 번째 싱글 《I don't know why》를 발매하였는데, 정용화의 자작곡 "I don't know why"는 오리콘 싱글차트 데일리 8위, 오리콘 인디즈 차트 주간 1위를 하며 큰 인기를 얻었다. 《I don't know why》 활동 후, 멤버들의 개인 활동은 활발해졌다. 강민혁은 SBS 드라마 《괜찮아 아빠딸》에 캐스팅되었고, 이종현과 함께 영화 《어쿠스틱》에도 출연하였다. 그리고, 12월에 서울과 부산에서 두 번째 콘서트 "Feel the BLUE"를 성공적으로 진행하였다.
2010년 말, 씨엔블루는 신인상을 수상하였으며, 〈외톨이야〉와 〈사랑 빛〉, "Love"는 여러 음원차트의 연간차트순위에서 TOP100안에 들기도 하였다. 또, 가온차트가 공개한 앨범차트에서도 Bluetory와 Bluelove는 총판매량이 각각 7만장이 넘어 연간순위 TOP20에 들기도 했다. 씨엔블루는 한국 활동에 앞서 1월 9일, 세 번째 싱글 《RE-MAINTENANCE》를 발매하였다. 수록곡인 정용화의 자작곡 "Try again, Smile again"은 오리콘 싱글차트 데일리 2위에 올랐다.
3월 7일과 3월 14일, 씨엔블루는 한국 첫 정규앨범 《FIRST STEP》의 티저영상을 순차적으로 공개하였다. 3월 21일, 첫 정규 음반 발매 및 게릴라 라이브 콘서트를 열었으며, 3월 24일 Mnet 《엠카운트다운》을 통해 컴백무대를 가졌다. 타이틀곡인 〈직감〉은 뜨거운 반응을 보이며 발매직 후 실시간차트와 일간차트 등에서 1위를 하였다. 또한, 컴백 일주일 후 3월 31일 Mnet 《엠카운트다운》에서 1위를 시작으로 하여 공중파인 KBS 《뮤직뱅크》, SBS 《인기가요》에서 1위를 하였으며, 데뷔 후 처음으로 Mnet 《엠카운트다운》과 KBS《뮤직뱅크》에서 트리플크라운을 하였다.
4월 26일에 스페셜 리팩앨범 《FIRST STEP +1(PLUS ONE) THANK YOU》을 발매하여 〈LOVE GIRL (New Ver.)〉 로 활동하였으며, 5월 19일 Mnet 《엠카운트다운》, 5월 20일 KBS 《뮤직뱅크》, 5월 21일 MBC 《쇼!음악중심》에서 아듀 스페셜로 수록곡 "Don't say good bye"의 무대를 보여주었으며, 5월 22일 SBS 《인기가요》에서 "직감", "LOVE GIRL (New Ver)"의 무대를 보여주며 정규 1집 앨범 《FIRST STEP》활동을 마무리 하였다.
이후 다양한 라이브 무대를 올랐으며, 9월 1일에 일본에서 인디즈 마지막 앨범인 《392(Thank you too(much))》를 발매하여 오리콘 데일리 앨범 3위와 인디즈 위클리 1위를 차지 하였다. 또한, 9월 10일에 일본에서 열린 일본 마쿠하리 멧세(MAKUHARI MESSE)에서 열리는 린킨파크(Linkin Park) 단독 공연의 오프닝 무대에 서게 됐다. 일반적으로 해외 아티스트가 해외 공연을 할 때 오프닝 공연 파트너로 해당 국가의 아티스트를 선정하는 것을 볼 때 이번 린킨파크의 일본 공연 오프닝을 한국의 씨엔블루로 선정한 것은 이례적인 일이다. 9월 17일~9월 18일에는 서울에서 열린 콘서트 "BLUE STORM"을 이틀에 걸쳐 성공리에 진행하고, 9월 25일에는 인디즈그룹으로는 유례없이 1만 5천석의 Yokohama Arena에서 인디즈 마지막 콘서트를 진행하였다.
10월 19일에 2년여 시간의 인디즈 생활을 마감하고 《In My Head》로 메이저 데뷔를 하였다. 데뷔 첫 날 일본 신주쿠에서 게릴라 콘서트를 진행하였으나, 7000여명의 사람이 몰려들어서 안전상의 이유로 1곡의 라이브만 소화하였다. 그리고 첫 날 오리콘 싱글 데일리 차트 3위를 하였으며, 판매량이 일본에 진출한 다른 그룹보다 많은 판매량을 보였으며, 메이저 음반 발매 기념으로 한 이벤트에 1만4000여명이 참가하여 인산인해를 이루었다. 또한, 오리콘 싱글 위클리 차트에 일주일 만에 7만 1200장을 팔아 치우며 성공적인 일본 메이저 데뷔를 했다. 데뷔 싱글 앨범은 2011년11월 10일에 일본 레코드 협회에서 선정하는 골드 레코드가 되었다. 골드 레코드는 일본에서 10만 장 이상 판매된 음반에 부여되는 등급으로 일본 레코드 협회에서 인증하는 방식이다. 국내 가수로 일본에서 활동을 시작해, 데뷔 싱글로 10만장을 넘기는 일은 이례적인 일로서, 더욱이 이번 싱글의 수록곡은 모두 씨엔블루의 멤버들의 자작곡으로 이뤄져 더욱 뜻이 깊은 앨범이다. 바쁜 한해를 보내는 덕분에 연말 시상식인 MMA(멜론뮤직어워드)와 MAMA(M.net 아시안 뮤직 어워드)에서 락부문 뮤직스타일상과 베스트 밴드 퍼포먼스상을 수상하였지만, 바쁜 스케줄로 인해서 참석은 하지 못하였다. 국내외 팬들의 요청으로 인해서 12월 10일~12월 11일에 서울에서 Encore “BLUE STORM”을 이틀에 걸쳐 성공리에 진행하였다. 또한, 일본에서 겨울투어를 실시하여, 12월 4일 센다이, 12월 6일 나고야, 12월 14일 오사카, 그리고 12월 16일 도쿄에서 일본 전국 투어를 실시하였다. 마지막 도쿄에서 열린 콘서트는 1분만에 표가 매진되는 등 성공적인 일본 전국 투어 콘서트를 열었다. 그리고 2011년 12월 28일에 일본에서 매년 연말 개최되는 Music Festival 'COUNTDOWN JAPAN'에 외국인 최초로 출연하게 되었는데, 특히 이 페스티벌은 그 동안 일본 국적을 가진 밴드들만 출연할 수 있었음에도 불구하고, 올해 외국밴드 최초로 씨엔블루의 출연이 결정돼 일본에서의 폭발적인 인기를 인증 받았다. 2012년 첫 주를 아시아투어로 시작하였다. 홍콩에서 씨엔블루의 아시아투어 첫 콘서트가 열렸다. 이번 홍콩콘서트는 원래 한 번만 열기로 되어있었으나, 팬들의 요청에 의해 1회 추가하여 총 이틀에 걸쳐 콘서트가 진행되었다. 그리고 《제26회 골든디스크》에서 음반부문 본상, 음원부문 본상, 비비드림상, 아시아최고그룹상을 수상하며 4관왕을 달성하였다.
한국 가수 중 최초로 일본 MTV '언플러그드' 출연하였다. 이 프로그램은 어쿠스틱한 연주와 청중과의 가까운 거리를 유지한 무대 등 라이브를 진행하는 것으로 유명하며 1989년 미국 MTV에서 시작한 방송으로 에릭클랩튼, 머라이어 캐리, 오아시스 등 세계적인 아티스트들이 출연으며 일본에서는 작년 7월부터 제작, 방송해 왔다. 또한, 수용인원 150명에 응모인원만 1만 5천여명이 응모하여 100배의 응모 수를 기록했다. 그리고, 2월 1일에 일본에서 두 번째 싱글앨범인 《Where you are》를 발매하여 3만 2천여장이 나가 오리콘 싱글 데일리 차트 1위에 오른다. 두 번째 메이저 음반 발매 기념으로 한 이벤트에 1만2000여명이 참가하여 인산인해를 이루었다. 또한, 오리콘 싱글 위클리 차트에 일주일 만에 6만장 이상을 팔아 치우며 일본 메이저 데뷔 4개월만에 오리콘 싱글 위클리 차트 1위를 달성했다. 또한, 오리콘 싱글차트 역사상 해외밴드가 1위를 달성한 것은 1971년 이후 41년만의 일이다.
두 번째 메이저 음반 발매 기념으로 팬클럽 회원 한정 전국 투어 콘서트를 개최하게 되었는데, 지난 2009년부터 일본에서 인디밴드로 활동할 당시 공연했던 클럽에서 이루어졌으며, 인디즈 활동 당시 공연했던 장소에서 다시 공연하는 것을 테마로 이뤄진 이번 공연은 9회에 걸쳐 이뤄져 폭발적인 반응을 얻었다.
일본에서 전국 투어 콘서트 9회를 마친 후, 곧바로 태국을 시작으로 다시 아시아 투어를 시작했다. 이미 태국 홍수로 인해서 한차례 연기를 한 후에 진행된 태국 아시아쿠어 콘서트였다. 씨엔블루는 홍수피해를 안타까워 하였으며, 태국 콘서트 전에 의상 경매를 통해 모인 성금을 전액 홍수피해를 돕는데 기부하였다. 또한, 한차례 연기된 만큼 씨엔블루는 2시간 동안 라이브를 선보이며 태국 팬들에게 멋진 콘서트를 열었다. 태국 콘서트를 마치고, 바로 대만 아시아투어 콘서트를 했다. 이번 대만 콘서트는 대만에서 진행된 해외 가수 공연 티켓팅에서 최단시간에 매진을 기록하였다. 대만 콘서트에서 1만여명을 동원하며 아시아 투어를 마무리 지었다. 아시아 투어를 마치고 같은 소속사인 FT아일랜드와 함께 미국 L.A에서 합동 공연을 열었다. 미국 L.A에서 열린 콘서트 장소인 Nokia 극장은 그래미상 시상식을 비롯해 이글스, 듀란듀란, 레이디가가, 켈리크락슨 등 세계적인 아티스트들이 거쳐간 공연장으로 유명하다.
일본 활동과 아시아투어 그리고 미국 공연을 마치고 드디어 1년여만에 3번째 미니앨범으로 국내 컴백을 알렸다. 3번째 미니앨범을 발매하기 전에 멤버인 정용화의 자작곡인 <아직 사랑한다>를 선공개와 더불어 뮤직비디오(녹음영상)을 함께 공개하였으며, 티저 날짜도 같이 발표가 되었다. 선공개한 <아직 사랑한다>는 공개하자마자 온라인 음원 사이트에서 1위를 차지하며, 새로 나올 앨범에 대한 기대치를 높였다. 선공개한 <아직 사랑한다> 가 선전하고 있는 와중에 2012년 3월 19일에 첫 번째 티저가 공개되었다. 첫 번째 티저의 주인공은 멤버 이정신이었다. 그리고 원래의 날짜보다 하루 빠른 2012년 3월 26일에 앨범을 발매를 결정함에 따라 티저를 공개하는 날짜 역시 변경되어 공개되었다. 2012년 3월 21일에 공개된 두 번째 티저의 주인공은 멤버 이종현이었으며, 2012년 3월 22일에 공개된 세 번째 티저의 주인공은 멤버 강민혁이었으며, 마지막으로 2012년 3월 23일에 멤버 정용화의 티저까지 공개되었다. 2012년 3월 26일에 기자 간담회 쇼케이스에서 세 번째 미니 앨범 EAR FUN을 발표하고 본격적으로 활동을 시작하였다. 음원은 발표와 동시에 1위를 기록하였으며, 앨범은 3일만에 4만장이상이 판매되는 기록을 세웠다. 또한, 한터 주간 순위에서 음반 판매량 1위를 차지하였다. 컴백 무대를 가진 일주일 후 4월 5일 Mnet 《엠카운트다운》에서 1위를 차지하였으며, 《EAR FUN》의 타이틀 곡인 Hey you가 가온차트 4월 1주차에 1위를 등극하였다. 그리고 2012년 4월 10일에 한 달간의 짧은 활동을 아쉬워하는 팬들을 위해서 《EAR FUN Special Limited Edition》을 발매하였다. 또한, 4월 10일에는 MBC MUSIC 《쇼 챔피언》에서 챔피언 송을 차지하였다. 4월 20일 KBS 《뮤직뱅크》에서 아듀 스페셜로 《EAR FUN》의 타이틀곡인 "Hey you"와 수록곡인 "In My Head"의 무대를 보여주었고 마지막 방송에서 1위를 하였으며, 4월 21일 MBC 《쇼!음악중심》, 4월 22일 SBS 《인기가요》에서 "Hey you"의 무대를 보여주었으며, SBS 《인기가요》에서는 뮤티즌송을 수상하면서 미니 3집 앨범 《EAR FUN》활동을 마무리 하였다.
2013년 1월 《Re:Blue》를 발매하여 활동하였다. 2014년 2월 《Can't Stop》를 발매하여 활동하였다. 2015년 9월 정규 2집인 《2gether》을 발매하여 활동하였다. 2016년 4월 《BLUEMING》을 발매하여 활동하였다. 2017년 3월 20일 《7°CN》으로 컴백하였다.
2018년 멤버 정용화부터 강민혁, 이정신, 이종현 순으로 군입대를 하였으며 2019년 8월 멤버 이종현이 여러 가지 문제와 논란들로 인해 팀 탈퇴를 하게 되면서 3인조로 개편하였다.
2020년 10월 21일 멤버 정용화, 강민혁, 이정신이 완전체로 재계약을 하였다고 밝혔다. 11월 17일 여덟 번째 미니 앨범 《RE-CODE》으로 컴백하였다.
2021년 10월 20일 아홉 번째 미니 앨범 《WANTED》으로 컴백하였다.
2023년 10월 7일, 10월 8일 6년만에 국내 콘서트를 개최했다.
2024년 9월 21일, 9월 22일 국내 콘서트를 개최한다.
2024년 10월 14일 열 번째 미니 앨범 《X》로 3년만에 컴백했다.

## 구성원
| 이름   | 소개 |
| ------ | --- |
| 정용화 | - 이름 : 정용화 - 생년월일 : 1989년 6월 22일(35세) - 출생지 : 대한민국 서울특별시 강남구 역삼동 - 학력 : 경희사이버대학교 대학원 관광레저항공학과 석사 - 활동기간 : 2009년 8월 19일 ~ 현재 |
| 강민혁 | - 이름 : 강민혁 - 생년월일 : 1991년 6월 28일(33세) - 출생지 : 대한민국 경기도 고양시 - 학력 : 디지털서울문화예술대학교 실용음악학과 - 활동기간 : 2009년 8월 19일 ~ 현재                    |
| 이정신 | - 이름 : 이정신 - 생년월일 : 1991년 9월 15일(33세) - 출생지 : 대한민국 경기도 고양시 - 학력 : 정발고등학교 - 활동기간 : 2009년 9월 ~ 현재                                                  |

### 이전 구성원
| 이름   | 소개 |
| ------ | --- |
| 권광진 | - 이름 : 권광진 - 생년월일 : 1992년 8월 12일(32세) - 출생지 : 대한민국 서울특별시 - 활동기간 : 2009년 8월 19일 ~ 2009년 9월      |
| 이종현 | - 이름 : 이종현 - 생년월일 : 1990년 5월 15일(34세) - 출생지 : 대한민국 서울특별시 - 활동기간 : 2009년 8월 19일 ~ 2019년 8월 28일 |

## 음반
| 한국 정규 음반 - 2011: First Step - 2015: 2gether \| 한국 미니 음반 - 2010: Bluetory, Bluelove - 2011: First Step +1(Plus One) Thank You - 2012: EAR FUN - 2013: Re:BLUE - 2014: Can't Stop - 2016: BLUEMING - 2017: 7°CN - 2020: RE-CODE - 2021: WANTED - 2024: X \| 일본 정규 음반 - 2010: ThankU - 2011: 392 - 2012: CODE NAME BLUE - 2013: What turns you on? - 2014: WAVE - 2015: colors - 2016: EUPHORIA - 2017: Stay Gold \| | 일본 미니&싱글 음반 - 2009: Now or Never, Voice - 2010: The Way, I don't know why - 2011: RE-MAINTENANCE, In My Head - 2012: Where you are, Come On, Robot - 2013: Blind Love, Lady - 2014: Truth, Go your way - 2015: White - 2016: Puzzle - 2017: SHAKE - 2021: ZOOM |
| 한국 미니 음반 - 2010: Bluetory, Bluelove - 2011: First Step +1(Plus One) Thank You - 2012: EAR FUN - 2013: Re:BLUE - 2014: Can't Stop - 2016: BLUEMING - 2017: 7°CN - 2020: RE-CODE - 2021: WANTED - 2024: X | 일본 정규 음반 - 2010: ThankU - 2011: 392 - 2012: CODE NAME BLUE - 2013: What turns you on? - 2014: WAVE - 2015: colors - 2016: EUPHORIA - 2017: Stay Gold |

## 수상

### 시상식
| 연도   | 수상 내역 |
| ------ | --- |
| 2010년 | - 《싸이월드 디지털 뮤직 어워드》 1월의 Rookie Of The Month - 《가온 차트 발간 기념식》 스트리밍 부문상 - 《제3회 스타일 아이콘 어워즈》 뉴 스타일 아이콘 가수부문 - 《제12회 Mnet 아시안 뮤직 어워드》 남자 신인상 - 《제25회 골든 디스크》 디지털 음원부문 본상 - 《제2회 멜론 뮤직 어워드》 TOP10 - 《제2회 멜론 뮤직 어워드》신인상                                        |
| 2011년 | - 《제20회 하이원 서울가요대상》 신인상 - 《2010 싸이월드 디지털 뮤직 어워드》 Rookie of The Year - 《싸이월드 디지털 뮤직 어워드》 4월의 Song Of The Month - 《제2회 대한민국 대중문화예술상》 문화체육관광부장관표창 - 《제3회 멜론 뮤직 어워드》 락부문 뮤직스타일상 - 《제13회 Mnet 아시안 뮤직 어워드》 베스트 밴드 퍼포먼스상 - 《제1회 한국음악저작권대상》 락부문 본상 |
| 2012년 | - 《제26회 골든 디스크》 음반본상 - 《제26회 골든 디스크》 디지털음원 본상 - 《제26회 골든 디스크》 비비 드림상 - 《제26회 골든 디스크》 아시아 최고 그룹상 |
| 2013년 | - 《제27회 골든 디스크》 음반본상 - 《제27회 골든 디스크》 말레이시아 최고인기상 - 《제2회 가온 차트 K-POP 어워드》 한류 특별상 - 《제3회 행복나눔인상》 보건복지부 장관상 |
| 2014년 | - 《제28회 골든 디스크》디지털음원 본상 - 《제28회 골든 디스크》굿윌스타상 - 《제2회 중국 인위에 V차트 어워드》최우수밴드상 - 《가온웨이보차트어워즈》그룹상 - 《제6회 멜론 뮤직 어워드》록부문 뮤직스타일상 - 《제16회 Mnet 아시안 뮤직 어워드》베스트 밴드 퍼포먼스 - 《중국 2015 환호-아이치이의 밤》아시아 베스트 그룹상 - 《2014 SBS 가요대전》Syrup 베스트 밴드상        |
| 2015년 | - 《제29회 골든 디스크》음반 부문 본상 - 《제29회 골든 디스크》차이나 굿월 스타상 - 《제29회 골든 디스크》아시아 아이콘상 - 《제29회 골든 디스크》아이치이 인기상 - 《제15회 중국 음악풍운방》해외인기그룹상 - 《제17회 Mnet 아시안 뮤직 어워드》베스트 밴드 퍼포먼스 |
| 2016년 | - 《제30회 골든 디스크》음반 부문 본상 - 《제18회 Mnet 아시안 뮤직 어워드》베스트 밴드 퍼포먼스 |
| 2017년 | - 《제31회 골든 디스크》베스트 K팝밴드상 |

### 가요 프로그램
| 연도            | 수상 내역 (총 36회) |
| --------------- | --- |
| 2010년 (총 7회) | - 외톨이야 (총 2회) - 1월 29일 KBS 《뮤직뱅크》 K-Chart 1위 - 1월 31일 SBS 《인기가요》 뮤티즌송 - Love (총 5회) - 6월 10일 M.net 《엠카운트다운》 1위 - 6월 20일 SBS 《인기가요》 뮤티즌송 - 6월 25일 KBS 《뮤직뱅크》 K-Chart 1위 - 7월 1일 M.net 《엠카운트다운》 1위 - 7월 4일 SBS 《인기가요》 뮤티즌송           |
| 2011년 (총 7회) | - 직감 (총 7회) - 3월 31일 M.net 《엠카운트다운》 1위 - 4월 1일 KBS 《뮤직뱅크》 K-Chart 1위 - 4월 7일 M.net 《엠카운트다운》 1위 - 4월 8일 KBS 《뮤직뱅크》 K-chart 1위 - 4월 10일 SBS 《인기가요》 뮤티즌송 - 4월 14일 M.net 《엠카운트다운》 1위 (트리플 크라운) - 4월 15일 KBS 《뮤직뱅크》 K-chart 1위 (3주 연속) |
| 2012년 (총 4회) | - Hey You (총 4회) - 4월 5일 M.net 《엠카운트다운》 1위 - 4월 10일 MBC MUSIC 《쇼챔피언》 챔피언송 - 4월 20일 KBS 《뮤직뱅크》 K-Chart 1위 - 4월 22일 SBS 《인기가요》 뮤티즌송 |
| 2013년 (총 5회) | - I'm Sorry (총 5회) - 1월 30일 MBC MUSIC 《쇼챔피언》 챔피언송 - 2월 1일 KBS 《뮤직뱅크》 K-Chart 1위 - 2월 6일 MBC MUSIC 《쇼챔피언》 챔피언송 - 2월 8일 KBS 《뮤직뱅크》 K-Chart 1위 (2주 연속) - 2월 13일 MBC MUSIC 《쇼챔피언》 챔피언송 (3주 연속)                                                               |
| 2014년 (총 2회) | - Can't Stop (총 2회) - 3월 5일 MBC MUSIC 《쇼챔피언》 챔피언송 - 3월 28일 KBS 《뮤직뱅크》 K-Chart 1위 |
| 2015년 (총 5회) | - 신데렐라 (총 5회) - 9월 22일 SBS MTV 《더 쇼시즌4》 더 쇼 초이스 - 9월 23일 MBC MUSIC 《쇼챔피언》 챔피언송 - 9월 25일 KBS 《뮤직뱅크》 K-Chart 1위 - 9월 29일 SBS MTV 《더 쇼시즌4》 더 쇼 초이스 (2주 연속) - 10월 2일 KBS 《뮤직뱅크》 K-Chart 1위 (2주 연속)                                                     |
| 2016년 (총 6회) | - 이렇게 예뻤나 (총 6회) - 4월 12일 SBS MTV 《더 쇼시즌5》 더 쇼 초이스 - 4월 13일 MBC MUSIC 《쇼챔피언》 챔피언송 (결방) - 4월 14일 M.net 《엠카운트다운》 1위 - 4월 15일 KBS 《뮤직뱅크》 K-Chart 1위 - 4월 19일 SBS MTV 《더 쇼시즌5》 더 쇼 초이스 (2주 연속) - 4월 22일 KBS 《뮤직뱅크》 K-Chart 1위 (2주 연속)   |

### 기타 수상
- 대만 Sony 레코드사 - 골든 디스크 수상[102]

## 팬클럽
CNBLUE의 팬클럽 명은 Boice(보이스)로, CNBLUE의 'BLUE'와 'Voice'의 합성어이다. CNBLUE의 음악은 멋진 팬 없이는 완벽할 수 없기 때문에 항상 CNBLUE와 CNBLUE의 음악에 꼭 필요한 존재인 CNBLUE의 Voice, 즉 Boice로 팬클럽 명을 정하게 되었다고 씨엔블루 공식 홈페이지에서 밝혔다.